# Riva (Venezia)
La riva è un elemento caratteristico della viabilità di Venezia.

## Riveportuali
Nella toponomastica cittadina il termine riva è riservato alle fondamente che costeggiano il Canal Grande e il Bacino di San Marco. Ai tempi della Repubblica di Venezia infatti le attuali rive erano le banchine portuali per l'approdo delle navi mercantili che operavano il commercio nel bacino del Mediterraneo. Per questo motivo le rive sono caratterizzate da una larghezza molto maggiore rispetto a quella delle fondamente ordinarie e sono totalmente prive di parapetti.
Le rive più famose sono la Riva di Biasio o di Biagio, la Riva del Vin e la Riva del Carbón lungo il Canal Grande; la Riva degli Schiavoni e la Riva dei Sette Martiri lungo il Bacino di San Marco.

## Rivedi approdo
Il termine riva si usa anche per indicare gli approdi ricavati lungo le sponde dei rii. Tipicamente si tratta di piccole scalinate sporgenti realizzate in pietra d'Istria e che terminano direttamente in acqua, il cui scopo è facilitare l'accesso alle imbarcazioni nelle differenti condizioni di marea. Spesso le scalinate delle rive sono dotate di un gradone-piattaforma posto circa a metà della scala per agevolare ulteriormente le operazioni di carico e scarico merci e di salita e discesa di passeggeri dalle imbarcazioni che vi approdano.
Esistono sostanzialmente tre tipologie di rive:
- la riva con gradini posti parallelamente al percorso del rio
- la riva con gradini posti perpendicolarmente rispetto al percorso del rio
- la riva che termina una calle o un sotoportego direttamente sfociante sull'acqua

Le rive con gradini a disposizione perpendicolare sono state sfruttate anche per motivi architettonici, per dare risalto o magnificenza alla chiesa o al palazzo di fronte ai quali sono poste. Tipici esempi di questo impiego allo stesso tempo pratico e ornamentale sono le rive di fronte alla chiesa dei Gesuati, alla Basilica di Santa Maria della Salute e alla chiesa dei Tolentini.

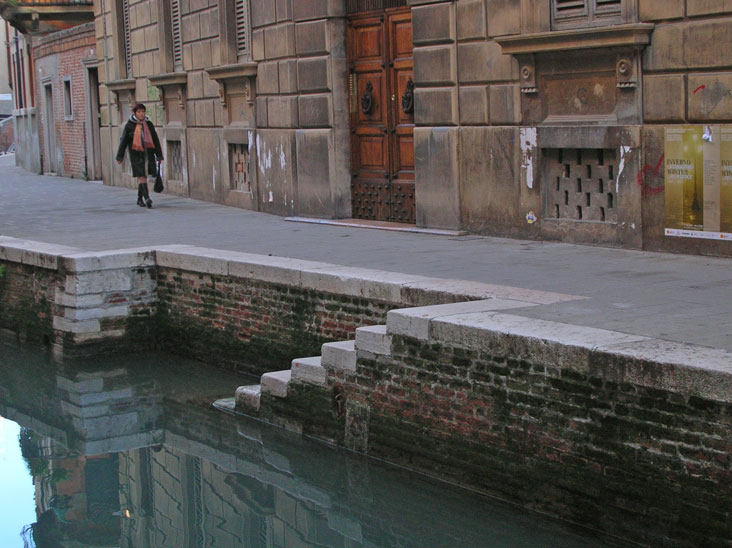
Riva con gradini disposti parallelamente al rio
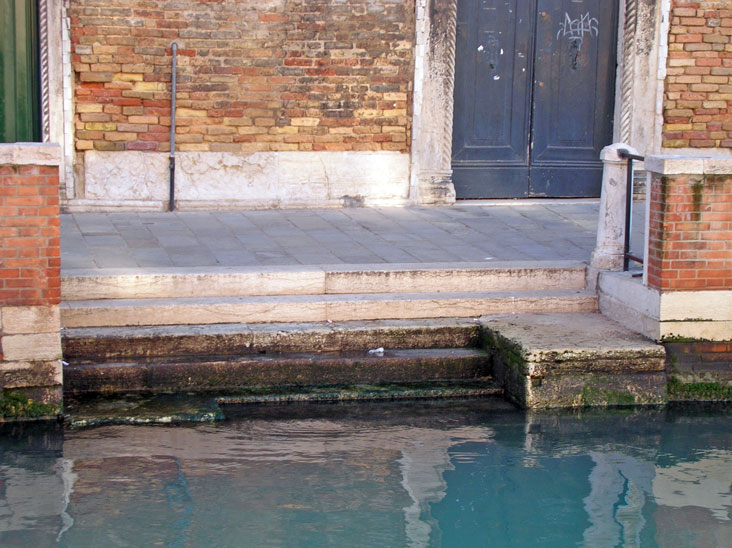
Riva con gradini disposti perpendicolarmente al rio
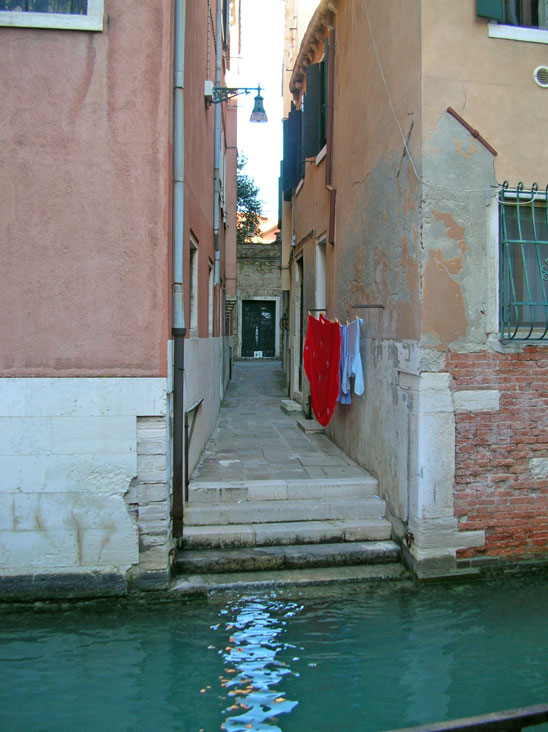
Riva che termina una calle
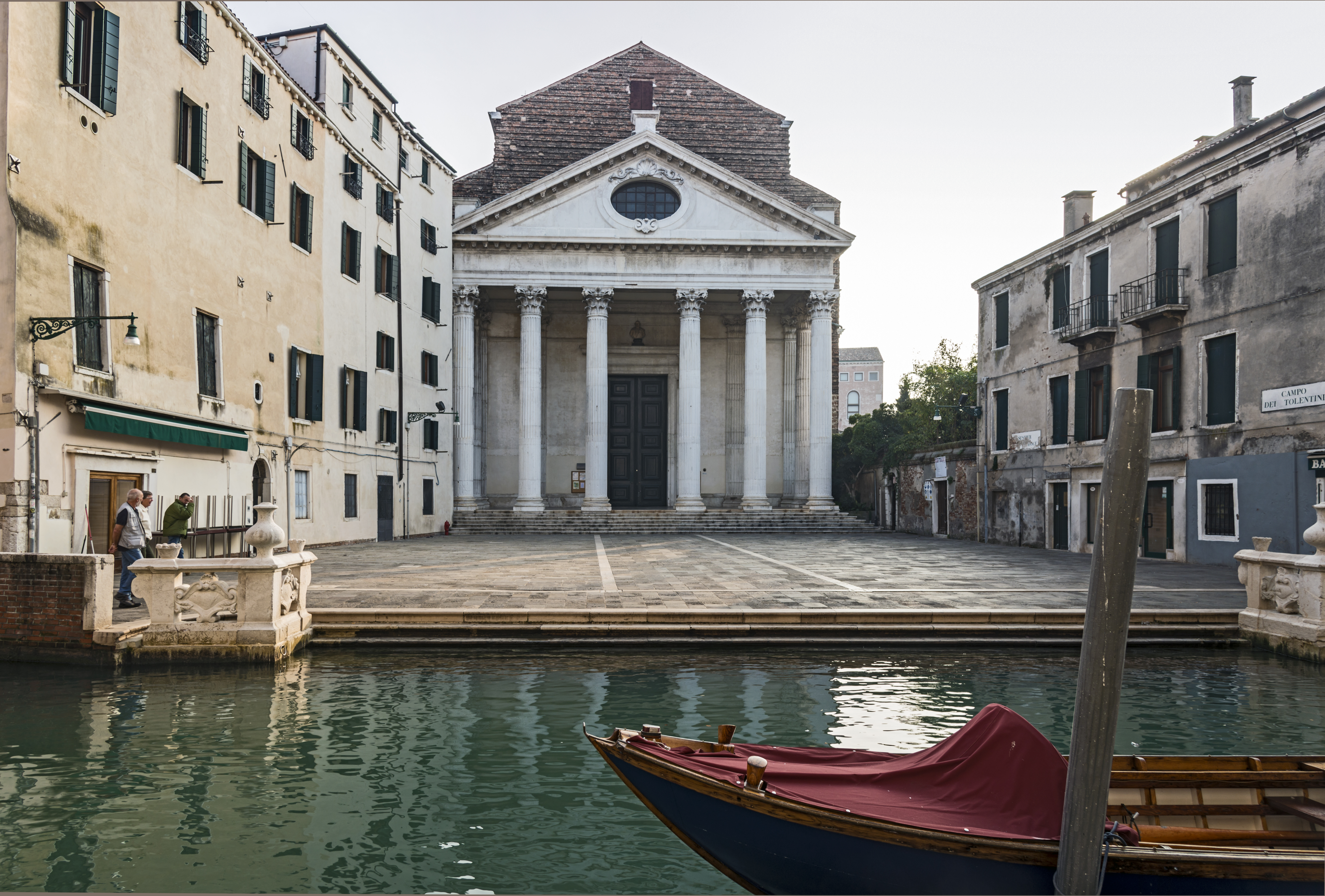
Riva monumentale di fronte alla chiesa dei Tolentini